# Gégény, Szabolcs-Szatmár-Bereg
Gégény (în română Gheghieni) este un sat în districtul Kemecse, județul Szabolcs-Szatmár-Bereg, Ungaria, având o populație de 2.011 locuitori (2011). 

## Demografie
Componența etnică a satului Gégény
     Maghiari (98%)
     Romi (1,66%)
     Necunoscut (0,17%)
     Germani (0,17%)
     Alții (0,17%)
Componența confesională a satului Gégény
     Reformați (44,21%)
     Romano-catolici (22,68%)
     Greco-catolici (8,8%)
     Fără religie (1,49%)
     Necunoscută (22,38%)
     Alte religii (2,98%)
Conform recensământului din 2011, satul Gégény avea 2.011 locuitori. Din punct de vedere etnic, majoritatea locuitorilor (98,0%) erau maghiari, cu o minoritate de romi (1,66%). Apartenența etnică nu este cunoscută în cazul a 0,17% din locuitori. Nu există o religie majoritară, locuitorii fiind reformați (44,21%), romano-catolici (22,68%), greco-catolici (8,8%) și persoane fără religie (1,49%). Pentru 22,38% din locuitori nu este cunoscută apartenența confesională.